# Глифада (спортивный клуб)
Athletic Nautical Club of Glyfada (греч. Αθλητικός Ναυτικός Όμιλος Γλυφάδας) — мультиспортивный клуб из греческого города Глифада. Клуб под названием «Спортивный клуб Глифады» греч. Αθλητικός Όμιλος Γλυφάδας был основан двадцатью местными спортсменами в 1946 году. Тогда клуб стал специализироваться на баскетболе, волейболе, плавании, лёгкой атлетике и позже на водном поло. В 1956 году в городе был основан Морской Спортивный Клуб Глифады (греч. Ναυτικός Αθλητικός Όμιλος Γλυφάδας). В 1967 году два клуба объединились в Спортивный Морской Клуб Глифады.

## Женский ватерпольный клуб
Женская команда восемь раз становилась чемпионом Греции и дважды завоёвывала Кубок европейских чемпионов.
- Чемпион Греции — 1989, 1996, 1999, 2000, 2001, 2002, 2004, 2008
- Кубок Греции — 1986, 1987, 1989
- Кубок европейских чемпионов — 2000, 2003
- Финалист Кубка европейских чемпионов — 2001, 2004

На Олимпиаде-2004 в Афинах в составе греческой сборной серебряные медали завоевали семь спортсменок из Глифады: Георгия Эллиники, Вула Козомболи, Антония Мораити, Катерина Ойкономопулос, Анжелика Карапатаки, Кирияки Лиоси, Евтихия Карагианни.

## Мужской ватерпольный клуб
Мужская команда четырежды становилась чемпионом Греции и трижды завоевала кубок Греции.
- Чемпион Греции — 1986, 1987, 1989, 1990
- Кубок Греции — 1986, 1987, 1989

## Женский баскетбольный клуб
Женская команда дважды становилась обладателем Кубка Греции, а в прошлом сезоне была третьей в розыгрыше Кубка.
- Кубок Греции — 2002, 2003
- Бронзовый призёр Кубка Греции — 2015

## Команда по дайвингу
Дайверы Глифады 19 раз побеждали на чемпионате Греции (1983, 1984, 1985, 1986, 1987, 1988, 1989, 1990, 1991, 1992, 1993, 1994, 1995, 1996, 1997, 1998, 2000, 2001, 2004).